# 古市剛史
古市 剛史（ふるいち たけし、1957年6月15日 - ）は、日本の霊長類学者、京都大学霊長類研究所教授。
大阪府出身。大阪府立三島高等学校卒業、1980年京都大学理学部卒業、1986年同大学院博士後期課程修了、「ニホンザル野生群における優劣関係の現われ方と社会的共存について」で京大理学博士。1991年明治学院大学一般教育部専任講師、1994年助教授、2000年教授、2002年国際学部教授、2008年京都大学霊長類研究所教授。
妻は京大霊長類研究所助教の橋本千絵（1964年 - ）。

## 著書
- 『ビーリャの住む森で アフリカ・人・ピグミーチンパンジー』東京化学同人 科学のとびら 1988年
- 『性の進化、ヒトの進化 類人猿ボノボの観察から』朝日選書 1999年
- 『あなたはボノボ、それともチンパンジー？　類人猿に学ぶ融和の処方箋』朝日選書、2013年

## 論文
- 古市剛史